# Vereinigung für das Liberale Judentum in Deutschland
Die Vereinigung für das Liberale Judentum beziehungsweise die Vereinigung für das Liberale Judentum in Deutschland war eine Anfang des 20. Jahrhunderts in Deutschland gegründete und bis in die Zeit des Nationalsozialismus bestehende Organisation liberaler jüdischer Gemeinden, Rabbiner und Privatpersonen.

## Geschichte
Die Vereinigung für das Liberale Judentum in Deutschland wurde im Jahr 1908 unter anderem von dem Rabbi Heinemann Vogelstein (1841–1911) sowie Bernhard Breslauer (1851–1928) gegründet, wobei Breslauer auch zum ersten Vorsitzenden gewählt wurde. Im ersten Jahr ihres Bestehens zählte die Organisation rund 6000 Mitglieder, zu denen neben Privatpersonen insbesondere die Reformgemeinden deutscher Großstädte zählten sowie die Rabbiner der schon zuvor im Jahr 1899 durch Vogelstein gegründeten Vereinigung der liberalen Rabbiner Deutschlands.
Führender intellektueller Kopf der Vereinigung war Caesar Seligmann, der auch als Schriftleiter des von 1908 bis 1922 erschienenen Periodikums Liberales Judentum fungierte.
Nachdem die Vereinigung ihre von 60 Rabbinern unterzeichneten Richtlinien zu einem Programm für das liberale Judentum herausgegeben hatten, wurde sie inhaltlich aus den Kreisen des Orthodoxen Judentums angegriffen.
Die Ziele der Vereinigung waren strikt anti-zionistisch, verfolgten auch nicht radikale Reformen, sondern betonten – insbesondere in Form der ihr angeschlossenen Jugendbewegung, einen sowohl universellen als auch menschenfreundlichen Auftrag des Judentums in der Diaspora. Diese über Jahrzehnte andauernde Ausrichtung der Vereinigung hatte eine weite Strahlkraft und fand deutschlandweit hohe Anerkennung in aufgeschlossenen Bevölkerungsgruppen.
Nach dem Ersten Weltkrieg wandte sich die Vereinigung für das Liberale Judentum insbesondere durch die Jüdisch-liberale Zeitung gegen anwachsende Kräfte der Zionisten in kommunalen Einrichtungen.
1926 schloss sich die Vereinigung auf einem in London abgehaltenen Kongress der World Union for Progressive Judaism an. Von 1925 bis 1934 war George Goetz (1892–1968) der Generalsekretär der Vereinigung. Goetz war teilweise parallel dazu, von 1930 bis 1935, Chefredakteur der Jüdisch-liberalen Zeitung.
Bis zur Machtergreifung im Jahr 1933 wuchs die Vereinigung für das Liberale Judentum bis auf lediglich rund 10.000 Mitglieder an, bevor sie in den 1930er Jahren aufgelöst wurde.

## Schriften
Periodika:
- Liberales Judentum. Monatsschrift für die religiösen Interessen des Judentums, hrsg. von der Vereinigung für das Liberale Judentum in Deutschland, Frankfurt am Main, 1908ff.[4]
- Jüdisch-liberale Zeitung (Erschienen: 1920–1934; Periodizität: alle ein bis zwei Wochen, (Digitalisat))